# منطقه جینگهای
منطقه جینگهای (به چینی: 静海区، به پین‌یین: Jìnghǎi Qū) یک منطقهٔ شهرداری تابع شهر تیانجین، در جمهوری خلق چین است. منطقه جینگهای ۱٬۴۷۶ کیلومتر مربع مساحت و ۵۲۰٬۰۰۰ نفر جمعیت دارد و ۵ متر بالاتر از سطح دریا واقع شده‌است.
تا پیش از سال ۲۰۱۵، این واحد تقسیماتی، شهرستان بوده. در ژوئن ۲۰۱۵، شهرستان جینگهای به «منطقه» ارتقاء یافت.